# Trixoscelis lyneborgi
Trixoscelis lyneborgi är en tvåvingeart som beskrevs av Walter Leopold Victor Hackman 1970. Trixoscelis lyneborgi ingår i släktet Trixoscelis och familjen myllflugor. Inga underarter finns listade i Catalogue of Life.